# Eric M. Warburg
Eric M. Warburg (* als Erich Hermann Max Warburg am 15. April 1900 in Hamburg; † 9. Juli 1990 ebenda) war ein deutsch-amerikanischer Bankier, Teilhaber der familieneigenen Hamburger Privatbank M.M.Warburg & CO und Politikberater aus der Hamburger Familie Warburg. Nach der Emigration 1938 in die USA anglisierte Erich M. Warburg seinen Namen zu Eric M. Warburg und gründete die New Yorker Investmentbank Warburg Pincus. Als Mitbegründer des American Council on Germany und der Atlantik-Brücke gilt Eric M. Warburg als einer der größten Förderer der deutsch-amerikanischen Beziehungen im Nachkriegsdeutschland.

## Leben

### Familie
Eric M. Warburg wurde am 15. April 1900 als ältester Sohn des Bankiers und Politikberaters Max Moritz Warburg (1867–1946) in die Familienlinie der am Hamburg-Rotherbaum ansässigen Mittelweg-Warburgs in eine wohlhabende, konservative jüdische Bankiersfamilie geboren. Sein Vater leitete die familieneigene Hamburger M.M.Warburg & CO-Bank in der vierten Generation und hatte u. a. als Berater von Kaiser Wilhelm II. und Mitglied der Hamburgischen Bürgerschaft politischen Einfluss. Seine Onkel waren die ebenfalls international bedeutenden Bankiers Paul Moritz Warburg (1868–1932), Felix M. Warburg (1871–1937) und Fritz M. Warburg (1879–1964). Ein weiterer Onkel war der Kunsthistoriker Aby Warburg (1866–1929), Gründer des Warburg Institute in London.
Eric M. Warburgs Schwester Lola Nina Hahn-Warburg (1901–1989) war die Geliebte von Chaim Weizmann, dem damaligen Präsidenten der Zionistischen Weltorganisation und ersten Präsidenten des neu gegründeten Staates Israel. Lola Nina Hahn-Warburg wirkte seit 1933 als aktives Vorstandsmitglied in der Reichsvertretung der Juden in Deutschland. Gemeinsam mit der weiteren Schwester Anita Wolf-Warburg (1908–2008) war Lola in besonderer Weise bei der Betreuung deutsch-jüdischer Flüchtlinge in Großbritannien vor allem bei der Organisation und Durchführung der Kindertransporte 1938/39 engagiert. Nach Verhandlungen einer Delegation unter Leitung von Chaim Weizmann und durch Lola Hahn-Warburgs Beteiligung beim britischen Innenministerium ließen die britische Regierung und das britische Unterhaus nach den Novemberpogromen 1938 eine unbegrenzte Anzahl von Kindern nach Großbritannien emigrieren. Über 10.000 jüdische Kinder konnten so bis zum Ausbruch des Zweiten Weltkriegs gerettet werden.
Anita Wolf-Warburg verfügte über sehr gute Kontakte mit Gertrud Bing und Hilde Lion, die sich gemeinsam für eine Unterstützung der Familie des Philosophen Helmut Kuhn einsetzten. Anita Warburg zahlte einen Teil des Schulgeldes von Reinhard, dem Sohn von Helmut und Käthe Kuhn, der die berühmte Stoatley Rough School in Haslemere besuchte.
Eric M. Warburgs dritte Schwester, Gisela Warburg Wyzanski (1912–1991), leitete zur Zeit des Nationalsozialismus in Berlin das Büro der Kinder- und Jugend-Alijah, emigrierte 1939 in die USA und engagierte sich dort als Vorstandsmitglied der Hadassah für den Zionismus. Eric M. Warburg emigrierte im September 1938 in die Vereinigten Staaten, nahm die amerikanische Staatsbürgerschaft an und anglisierte seinen deutschen Namen Erich M. Warburg zu Eric M. Warburg.

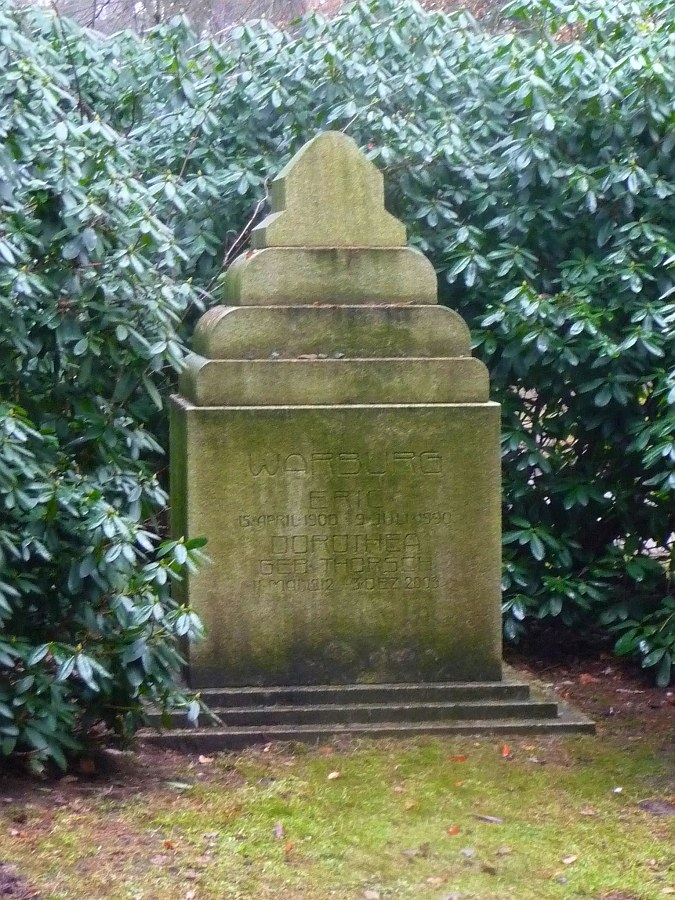
Grab Warburg auf dem Friedhof Ohlsdorf

Nachdem Eric M. Warburg als vielfach ausgezeichneter US-Offizier im September 1945 aus dem Zweiten Weltkrieg nach New York zurückgekehrt war, heiratete er am Valentinstag 1946 die Tochter des ehemaligen Wiener Bankiers Alfons Thorsch, Dorothea Thorsch (1912–2003). Sein Sohn Max M. Warburg Jr. (geb. 1948 in New York) ist seit 1982 Teilhaber und war von 2014 bis 2019 stellvertretender Aufsichtsratsvorsitzender der M.M.Warburg & CO, die heute wieder zu den größten Privatbanken Deutschlands zählt. Eric M. Warburgs Tochter Marie ist mit dem ehemaligen Verleger der Hamburger Wochenzeitung Die Zeit und ehemaligen Kulturstaatsminister Michael Naumann verheiratet. Seine Tochter Erica Warburg lebt in Hamburg. Eric M. Warburg war Großvater von vier Enkelkindern.
Im Alter von 90 Jahren starb Eric M. Warburg in Blankenese an einer Lungenentzündung. Bestattet wurde er auf dem Hamburger Friedhof Ohlsdorf im Planquadrat R 26 gegenüber dem Mausoleum Trumm.

### Wirken als Bankier und Offizier der US Army
Eric M. Warburg besuchte in Hamburg eine Privatschule sowie das Heinrich-Hertz-Realgymnasium am Schlump. Warburg bestand das Notabitur und meldete sich 1918 in Berlin als Freiwilliger beim 1. Preussischen Gardefeldartillerie-Regiment.
Seine Ausbildung zum Bankkaufmann führte ihn nach Berlin, Frankfurt am Main, Lübeck und nach London, wo er im Bankhaus N.M. Rothschild & Sons Erfahrungen sammelte. Die Rothschilds und Warburgs tauschten zu jener Zeit regelmäßig Volontäre aus. 1923 ging Erich M. Warburg nach New York zur International Acceptance Bank seines Onkels Paul Warburg. Mehrmals wöchentlich traf er sich mit John Foster Dulles, der Jahrzehnte später als Außenminister der Vereinigten Staaten diente.

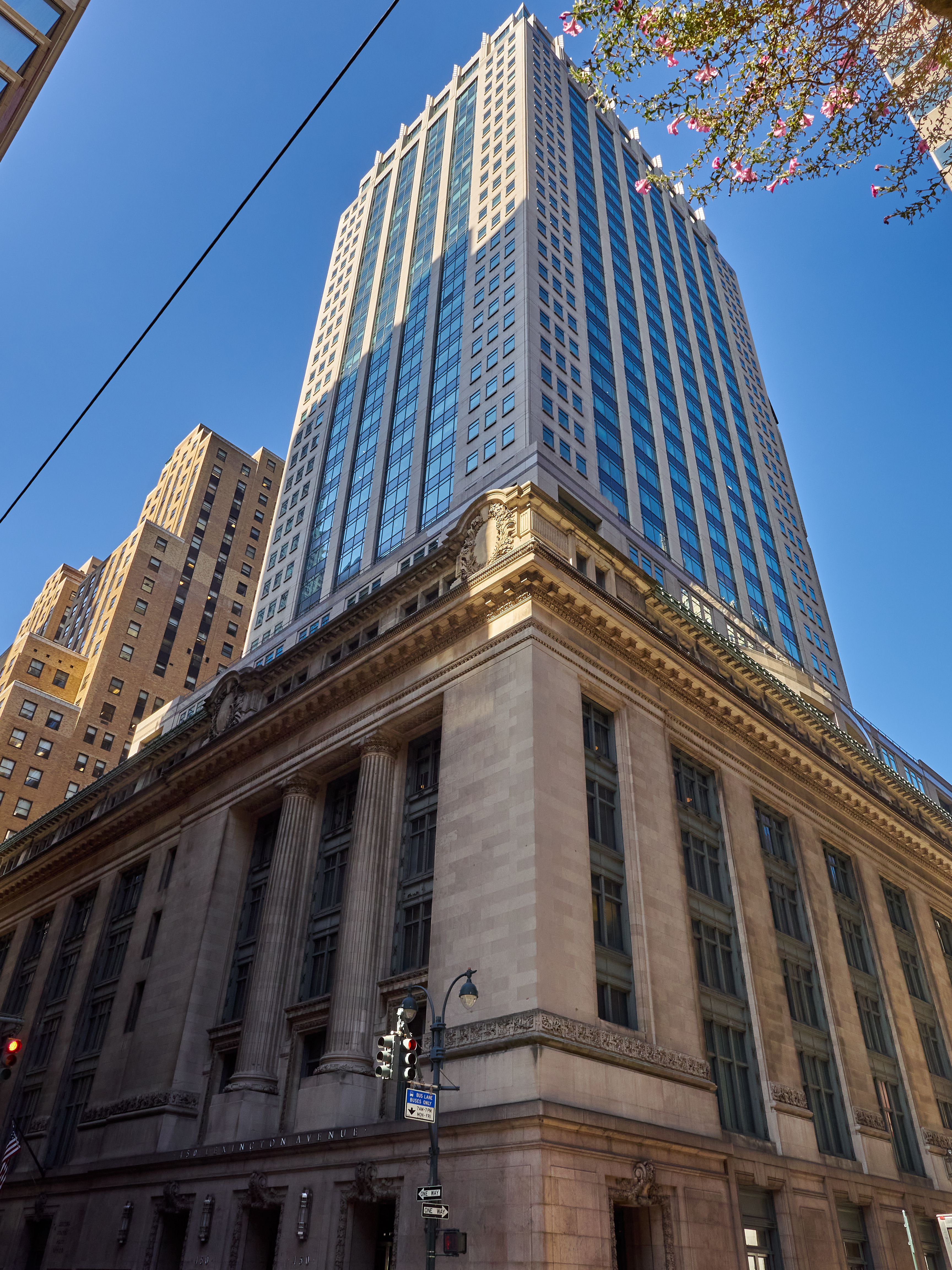
Gebäude der Warburg Pincus, vormals E.M. Warburg & Co., New York

1924 nahm er eine Anstellung in der First National Bank in Portland (Oregon) an. Anschließend arbeitete er wieder in New York für die American and Continental Corporation, einer Tochterfirma der International Acceptance Bank, die Kredite nach Europa vermittelte. 1926 kehrte er zurück nach Hamburg und arbeitete fortan in der M.M.Warburg & CO seines Vaters Max M. Warburg. Im Januar 1927 wurde ihm die Einzelprokura erteilt. 1929 wurde er Teilhaber bei M.M.Warburg & CO in Hamburg und bei Warburg & Company in Amsterdam. Eric M. Warburg wurde Mitglied in der 1935 gegründeten Deutsch-Englischen Gesellschaft.
Nach seiner Emigration in die USA gründete er 1938 im New Yorker Gebäude des Bankhauses Kuhn, Loeb & Co. in der William Street 52 die Investmentbank E.M. Warburg & Co. (heute Warburgs Pincus) An der Wall Street, die mit Beginn des Zweiten Weltkrieges nach fundierten Einschätzungen deutscher Kriegsstrategien hungerte, galt Eric M. Warburg als allwissender Weiser. Bei Kriegsausbruch 1939 enteigneten die Nationalsozialisten die stille Beteiligung seiner Familie an der „arisierten“ familieneigenen M.M.Warburg & CO. Nach Stalins Einfall in Finnland im Winter 1939 wurde Warburg Geschäftsführer einer auf Geheiß des finnischen US-Botschafters gegründeten Export-Import-Bank, die unter dem Namen Finnish-American-Trading Company firmierte. Die Büros befanden sich ebenfalls im Gebäude von Kuhn, Loeb & Co. in der William Street 52 in New York. Über diese Firma schickte Eric M. Warburg benötigtes Kriegsmaterial wie Kampfflugzeuge, Lastwagen und Lebensmittel nach Finnland. Die Hilfe stellte sich letztlich jedoch als ungenügend heraus und die Finnen erbaten im März 1940 einen Waffenstillstand.
Während des Zweiten Weltkrieges diente Eric M. Warburg nach dem Angriff auf Pearl Harbor von 1941 bis 1945 der US Army. Die US-Streitkräfte brauchten dringend Männer, die fließend Deutsch sprachen sowie die politischen und geographischen Gegebenheiten des Kriegsgegners Deutschland kannten. Nach der Offiziersausbildung in Florida besuchte er eine Nachrichtendienstschule der United States Army Air Forces (USAAF) in Harrisburg, Pennsylvania und absolvierte seinen Stabsdienst in Washington. Auf eigenen Wunsch wurde Eric M. Warburg 1943 nach England abkommandiert und wirkte künftig als Verbindungsoffizier zwischen den Generalstäben der USAAF und der britischen Royal Air Force (RAF). In England bekam er eine Ausbildung in einem geheimen Verhörzentrum in der Grafschaft Buckinghamshire, in dem britische Agenten deutsche Kriegsgefangene in die Mangel nahmen.
Eric M. Warburg landete im November 1942 mit den alliierten Streitkräften in Nordafrika. Nach der Invasion Siziliens im Juli 1943 kundschaftete er Stellungen für die Luftwaffe aus. Während einer krankheitsbedingten Erholungspause erledigte er im Pentagon in Washington einige Aufgaben. Von hier aus erwirkte er, dass die Lübecker Altstadt, in der er zuvor auch wohnte, nach dem Luftangriff vom 29. März 1942 nicht ein weiteres Mal bombardiert und vollständig zerstört wurde, wie es ursprünglich durch die RAF geplant war. Er setzte sich bei seinem Cousin Carl Jacob Burckhardt – damals Vorsitzender einer Hilfskommission des Internationalen Komitees vom Roten Kreuz und späterer Lübecker Ehrenbürger – dafür ein, die alte Hansestadt vor erneuten Luftangriffen der Engländer zu schützen. Innerhalb von 48 Stunden erhielt die Regierung in London die Mitteilung des Roten Kreuzes, dass in Lübeck die Postsendungen, Briefe, Päckchen und Pakete für die britischen Kriegsgefangenen in Deutschland gelagert und umgeschlagen würden. Lübeck wurde von der Zielliste des Bomber Command gestrichen. Zu Ehren Warburgs wurde eine neue Brücke über die Trave nach ihm benannt, die Eric-Warburg-Brücke.
Als nächsten Auftrag stellte Eric M. Warburg für die bevorstehende D-Day-Invasion in der Normandie eine Nachrichteneinheit zusammen. Im Juni 1944 nahm er mit dieser Einheit an der Landung der Alliierten in der Normandie teil. Anschließend wirkte er mit einer kleinen Gruppe amerikanischer und britischer Offiziere bei der Befreiung von Paris im August 1944 mit. Wenig später sorgte Eric M. Warburg für die überlebenden Widerstandskämpfer des 20. Juli 1944. In den turbulenten Tagen des Kriegsendes kurz vor der Kapitulation Deutschlands im Mai 1945 gelang Lt. Col. Eric M. Warburg als Oberstleutnant im Nachrichtendienst der US-Luftwaffe ein waghalsiges Unternehmen, mit dem er den Sowjets zuvorkam: Mit Jeeps und Lastwagen holte er innerhalb von drei Wochen 160 deutsche Wissenschaftler und ihre Familien aus Ostdeutschland heraus und brachte sie in die Obhut der US-Streitkräfte nach Bad Kissingen ins Hotel Wittelsbacher Hof. Darunter waren Spezialisten für die Atomforschung und die V2-Raketen. Unter ihnen Wernher von Braun und zahlreiche Wissenschaftler, die später am amerikanischen Raumfahrtprogramm mitwirkten. Zudem traf er auf den mit ihm entfernt verwandten Freund, Physiologe, Biochemiker und Nobelpreisträger Otto Warburg, der unbehelligt von den Nationalsozialisten weiterhin als Wissenschaftler im Dritten Reich tätig war.
Als Leiter für Vernehmungen von Kriegsgefangenen der USAAF führte Eric M. Warburg die ersten Verhöre führender Wehrmachtsoffiziere auf europäischem Boden, unter ihnen die Generäle Halder und von Falkenhausen. Im Mai 1945 sprach er in Augsburg über 20 Stunden lang mit Hermann Göring, dem Oberbefehlshaber der deutschen Luftwaffe. Für Eric M. Warburgs im Krieg geleistete Verdienste verliehen ihm die Amerikaner den Verdienstorden Legion of Merit, die Briten den Order of the British Empire und die Franzosen das Kriegskreuz Croix de Guerre. Im September 1945 kehrte Eric M. Warburg nach New York zurück.
1949 wurde der Vertraute der Familie Warburg, John Jay McCloy, von der US-Regierung als Hochkommissar für Deutschland bestellt und war damit wichtigster Vertreter der Alliierten im Nachkriegsdeutschland. Eric M. Warburg kannte McCloy bereits seit den 1920er Jahren, als dieser als Anwalt für die Warburgs und Kuhn, Loeb & Co. in New York tätig war und man auch persönliche Bande geknüpft hatte. Als Stellvertretender Hochkommissar mit besonderer Verantwortung für finanzielle Fragen wurde McCloys langjähriger Freund und Warburg-Intimus Benjamin Buttenwieser, Investmentbanker und Teilhaber des New Yorker Bankhauses Kuhn, Loeb & Co., ernannt. Kurz nach Amtsantritt war Eric M. Warburg einer der ersten Gäste McCloys in Bonn. Warburg plädierte in einem Gespräch engagiert dafür, dass die Demontage der deutschen Industriebetriebe völlig eingestellt werden müsse, denn sonst könne nichts Gutes aus Nachkriegsdeutschland erwachsen. McCloy reagierte zunächst ablehnend, hat sich schließlich allerdings doch für den Demontage-Stopp von zwölf deutschen Industriekonzernen eingesetzt und ihn verwirklicht.

Eric M. Warburg war Gründer der Atlantik-Brücke und deren Schwesterorganisation American Council on Germany

Kurz danach gründeten Eric M. Warburg und John Jay McCloy in Hamburg die Atlantik-Brücke und in New York die Schwesterorganisation American Council on Germany zur Förderung der deutsch-amerikanischen Wirtschafts-, Militär- und Kulturbeziehungen im Nachkriegsdeutschland. „McCloy wurde in seinem Denken tiefstens von Eric M. Warburg beeinflusst“, so der deutsche Diplomat Walther Leisler Kiep.
1948 erhielt die Familie Warburg ihr konfisziertes Land und Vermögen zurück. 1949 trat Warburg als Kommanditist bei Brinkmann, Wirtz & Co. ein, wie M.M. Warburg & CO seit dem 27. Oktober 1941 auf Anweisung der Reichsregierung hieß. Von 1956 bis 1982 haftete er als persönlicher Gesellschafter in fünfter Generation des Bankhauses, das seit dem 5. Januar 1970 als M.M. Warburg-Brinkmann, Wirtz & Co. firmierte und somit wieder auf seine Gründer wies. Sein Sohn Max M. Warburg Jr. (geb. 1948 in New York) übernahm 1982 in sechster Generation den Gesellschafterstatus seines Vaters und ist seit 2014 Stellvertretender Aufsichtsratsvorsitzender der M.M. Warburg & CO.

### Transatlantische Beziehungen
Eric M. Warburg war für das „Asyl, das man ihm in Amerika gewährt hatte“ dankbar und bemühte sich, die freundschaftlichen Beziehungen zwischen Deutschland und den USA zu festigen. Zeit seines Lebens bemühte er sich um Versöhnung der beiden Länder und Vertiefung der transatlantischen Beziehungen. 1952 gründete er zusammen mit dem amerikanischen Juristen John Jay McCloy in Hamburg die Atlantik-Brücke und zeitgleich in New York die Schwesterorganisation American Council on Germany. Die Eliteorganisationen trugen zunächst maßgeblich zur deutsch-amerikanischen Aussöhnung bei und sorgen heute für einen persönlichen Austausch zwischen deutschen und amerikanischen Führungskräften aus Politik, Diplomatie, Militär, Wirtschafts-, Finanz- und Kulturwelt.
Zu seinen Ehren verlieh die Atlantik-Brücke zwischen 1988 und 2014 den Eric-M.-Warburg-Preis. Er selbst empfing den Preis als Erster. Die Laudatio hielt der damalige Bundespräsident Richard von Weizsäcker, der den Geehrten „als die Brücke über den Atlantik“ bezeichnete. Als Preisträger folgten Warburg u. a. Henry Kissinger, Otto Graf Lambsdorff und George H. W. Bush. Am 2. Juli 2012 erhielt der ehemalige Bundeskanzler Helmut Schmidt den Eric-M.-Warburg-Preis.

### Sonstiges
- Im Juni 1945 organisierte und finanzierte Eric M. Warburg die Übersiedlung des Rabbiners Leo Baeck nach London, nachdem dieser das KZ Theresienstadt überlebt hatte.
- Eric Warburg hatte enge Kontakte mit den Angehörigen der deutschen Widerstandskämpfer und überwies für die Stiftung 20. Juli 1944 einen Betrag von 8000 DM.[22]
- Eric M. Warburg war ein enger Freund des ehemaligen Bundeskanzlers Helmut Schmidt. Für ein Treffen Schmidts mit Edward Gierek, dem polnischen Parteichef der Kommunistischen Partei, stellte er seine Yacht „Atalanta“ zur Verfügung.[23]
- Eric M. Warburg ist Gründer des Deutschen Fördererkreises der Universität Haifa e. V., Hamburg.
- 1985 verlieh ihm der Senat der Freien und Hansestadt Hamburg die Bürgermeister-Stolten-Medaille.
- Auf Initiative Eric M. Warburgs geht die Gründung des Elsa-Brändström-Hauses in Hamburg-Rissen zurück, benannt nach der legendären Rot-Kreuz-Schwester Elsa Brändström, bekannt als „Engel von Sibirien“. Warburg sorgte für die nötigen finanziellen Mittel, um die ehemalige Ferienresidenz der Familie Warburg zu einer internationalen Bildungs- und Begegnungsstätte auszubauen.